# Palmaria (działo samobieżne)
Palmaria – włoska haubica samobieżna produkowana przez przedsiębiorstwo OTO Melara w latach 80. i 90. XX wieku.
Prace nad pojazdem rozpoczęły się w 1977 roku, a pierwszy prototyp został ukończony pod koniec lat 70. Produkcja seryjna rozpoczęła się w 1982 roku i trwała do wczesnych lat 90. Pojazd produkowany był wyłącznie na eksport.
Palmaria powstała na zmodyfikowanym podwoziu czołgu OF-40. Uzbrojenie pojazdu stanowi haubica L39 kalibru 155 mm umieszczona w obrotowej wieży oraz karabin maszynowy kalibru 7,62 lub 12,7 mm. Kąt ostrzału haubicy wynosi od -5° do 70°, a donośność 24,7 km (30 km dla pocisków z napędem rakietowym). Przewożony zapas amunicji wynosi 30 pocisków artyleryjskich oraz 1000-2000 pocisków dla karabinu maszynowego.
Użytkownikami pojazdu były Libia (160 egz.) oraz Nigeria (25). Dodatkowo 20 wież pojazdu sprzedanych zostało Argentynie, gdzie zostały zamontowane na podwoziach czołgów TAM, otrzymując oznaczenie TAM VCA.